# Clusia coclensis
Clusia coclensis är en tvåhjärtbladig växtart som beskrevs av Paul Carpenter Standley. Clusia coclensis ingår i släktet Clusia och familjen Clusiaceae. Inga underarter finns listade i Catalogue of Life.